# لوئیسا مارچیو
لوئیسا مارچیو (انگلیسی: Luisa Marchio؛ زادهٔ ۶ فوریهٔ ۱۹۷۱) بازیکن فوتبال اهل ایتالیا است.
وی همچنین در تیم ملی فوتبال زنان ایتالیا بازی کرده‌است.